# Montana (Suíça)
Montana foi uma comuna da Suíça, no Cantão Valais, com cerca de 2 252 habitantes. Estendia-se por uma área de 4,92 km², de densidade populacional de 458 hab/km². Confinava com as seguintes comunas: Chermignon, Lens, Randogne, Sierre. 
A língua oficial nesta comuna era o francês.

## História
Em 1 de janeiro de 2017, passou a formar parte da comuna de Crans-Montana.